# لنین-بولیاک
لنین-بولیاک (به لاتین: Lenin-Bulyak) یک منطقهٔ مسکونی در روسیه است که در باشقیرستان واقع شده‌است.